# Amy Allcock
Pour les articles homonymes, voir Allcock.
Amy Allcock (née le 20 août 1993) est une athlète britannique, spécialiste du 400 mètres.

## Biographie
Elle remporte la médaille de bronze du relais 4 × 400 mètres lors des championnats du monde en salle 2018, à Birmingham, en compagnie de Meghan Beesley, Hannah Williams et Zoey Clark.
Lors du London Grand Prix 2018, elle bat son record personnel au 400 m en 51 s 36. Elle est également sélectionnée pour représenter le Royaume-Uni sur le 400 m et le 4 × 400 m aux Championnats d'Europe d'athlétisme à Berlin.

## Palmarès
| Date | Compétition                       | Lieu       | Résultat | Épreuve   | Temps         |
| ---- | --------------------------------- | ---------- | -------- | --------- | ------------- |
| 2018 | Championnats du monde en salle    | Birmingham | 3e       | 4 x 400 m | 3 min 29 s 38 |
| 2018 | Championnats d'Europe             | Berlin     | 3e       | 4 x 400 m | 3 min 27 s 40 |
| 2019 | Relais mondiaux de l'IAAF         | Yokohama   | 6e       | 4 x 400 m | 3 min 28 s 96 |
| 2019 | Championnats d'Europe par équipes | Bydgoszcz  | 6e       | 400 m     | 52 s 92       |

## Records
| Épreuve | Performance | Lieu    | Date            |
| ------- | ----------- | ------- | --------------- |
| 400 m   | 51 s 36     | Londres | 22 juillet 2018 |